# State of the Union (film)
State of the Union is een Amerikaanse dramafilm uit 1948 onder regie van Frank Capra. Het scenario is gebaseerd op het gelijknamige toneelstuk uit 1945 van de Amerikaanse auteurs Howard Lindsay en Russel Crouse.

## Verhaal
Een kandidaat voor het Amerikaanse presidentschap vecht voor het behoud van zijn integriteit. Zijn echtgenote blijft hem steunen, hoewel hij haar ontrouw is geweest.

## Rolverdeling
| Acteur            | Personage      |
| ----------------- | -------------- |
| Spencer Tracy     | Grant Matthews |
| Katharine Hepburn | Mary           |
| Angela Lansbury   | Kay Thorndyke  |
| Adolphe Menjou    | Jim Conover    |
| Van Johnson       | Spike McManus  |
| Lewis Stone       | Sam Thorndyke  |